# Kap Agulhas

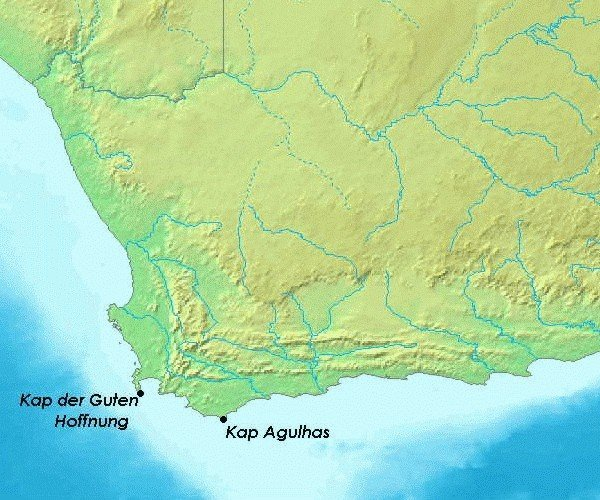
Afrikas Südspitze

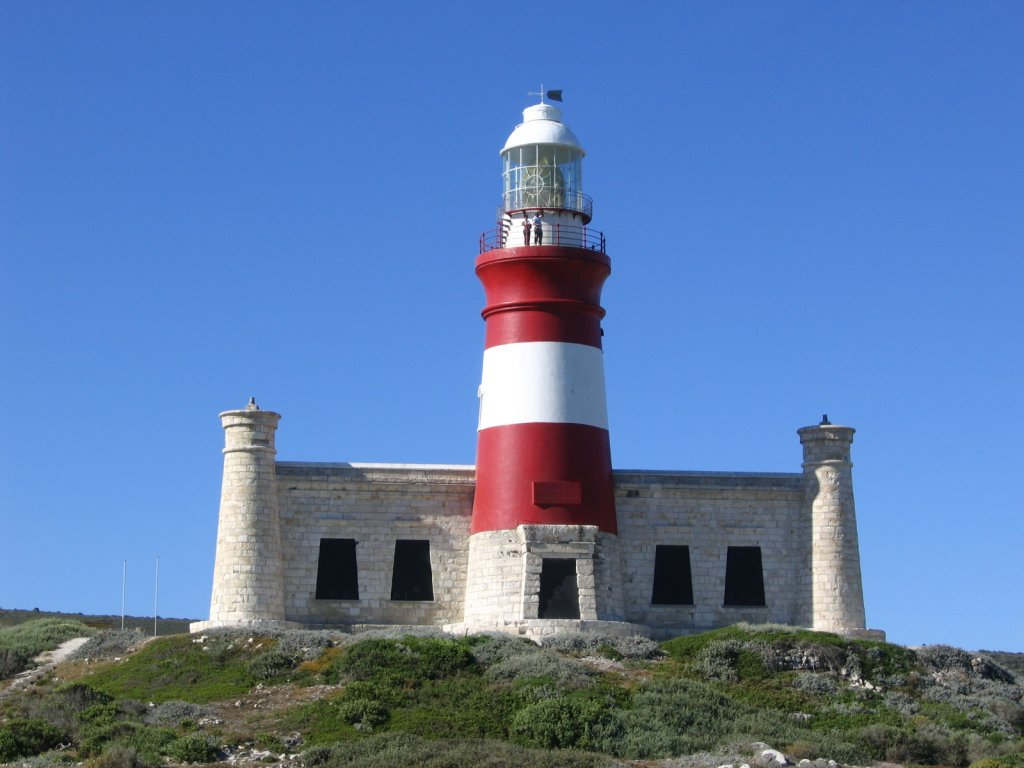
Der Leuchtturm am Kap Agulhas

Das Kap Agulhas (portugiesisch Cabo das Agulhas [ˈkaβu ðɐz ɐˈɣuʎɐʃ], für „Kap der Nadeln“; afrikaans Kaap Agulhas; englisch Cape Agulhas [keɪp əˈɡʊljəs]) ist der südlichste Punkt Südafrikas und des afrikanischen Kontinents. Der 20. Meridian, der rund 150 m östlich des Kaps liegt, stellt die geografische Grenze zwischen Atlantischem und Indischem Ozean dar.
Der Kontinentalschelf vor dem Kap erstreckt sich über 250 Kilometer seewärts; die Gewässer um das Kap zählen zu den fischreichsten der südafrikanischen Küste.
Der erste bekannte europäische Seefahrer, der Kap Agulhas erreichte, war 1488 der Portugiese Bartolomeu Dias. Cabo das Agulhas ist portugiesisch für ‚Kap der Nadeln‘. Vermutlich gaben ihm die Seefahrer den Namen wegen seiner zahlreichen Felsen und Riffe. Das Aufeinandertreffen verschiedener Meeresströmungen führt oft zu hohem Wellengang, die Gewässer um Kap Agulhas gelten deswegen und wegen der Riffe als sehr gefährlich. Eine andere Theorie besagt, dass im 15. Jahrhundert dort die Kompassnadel genau zum geographischen Nordpol zeigte, das heißt die magnetische Deklination 0° groß war.
Nach dem Kap Agulhas ist unter anderem der warme Agulhasstrom benannt, den erstmals Vasco da Gama auf seiner ersten Indienreise 1497/98 beschrieb.

## Trivia
Die Agulhas-Langschnabellerche ist nach dem Kap benannt.

## Einzelbeleg
1. ↑  Rudolf Pätzold: Kompendium der Lerchen. Alle Lerchen unserer Erde. Jan-Schimkat-Medienpublikation, Dresden 2003, ISBN 3-00-011219-7.

Koordinaten: 34° 50′ S, 20° 0′ O